# Lakeside (Kalifornia, Kern megye)
Lakeside statisztikai település az USA Kalifornia államában, Kern megyében. Lakosainak száma 843 fő (2020).

## Népesség
A település népességének változása:

| 2020 | 843 |